# Sanja Ilić
Aleksandar Ilić, meglio conosciuto come Sanja Ilić (in serbo Сања Илић?; Belgrado, 27 marzo 1951 – Belgrado, 7 marzo 2021), è stato un cantante, tastierista e compositore serbo.
Ha rappresentato, insieme al gruppo Balkanika, la Serbia all'Eurovision Song Contest 2018 con il brano Nova deca, classificandosi diciannovesimo con 113 punti.

## Biografia
Nato in una famiglia di musicisti, Sanja Ilić ha avviato la sua carriera musicale all'età di 12 anni componendo una canzone per il cantante serbo Dragan Laković. Si è laureato all'Università di Belgrado, dove ha studiato alla Facoltà di Architettura. Nel corso degli anni Settanta ha fatto parte dei gruppi folk Vragolani e San. Nel 1982 ha composto il brano Halo, halo, che ha rappresentato l'allora Jugoslavia all'Eurovision Song Contest 1982, cantata dalle Aska.
Nel 1998 ha fondato il suo gruppo, i Balkanika, con i quali ha registrato e pubblicato gli album Balkan 2000, Balkan koncept e Ona radosti (Pravac Evropa). Nel 2018 ha partecipato insieme ai Balkanika a Beovizija, il processo di selezione serbo per il rappresentante nazionale all'Eurovision Song Contest 2018 con la canzone Nova deca. Ha vinto sia il voto della giuria che il televoto, garantendosi la partecipazione al festival rappresentando la Serbia.
Il gruppo si è esibito nella seconda semifinale della manifestazione, ottenendo la qualificazione alla finale, classificandosi noni con 117 punti. Durante la serata finale, tenutasi il 12 maggio 2018, i Balkanika si sono classificati al diciannovesimo posto con 113 punti.
Sanja Ilić è morto il 7 marzo 2021 in seguito a complicazioni risultate da un'infezione da COVID-19.

## Vita privata
Suo fratello Dragan Ilić è membro del complesso hard rock Generacija 5. Sanja è stato sposato con l'attrice Zlata Petković fino alla morte di lei nel 2012. Insieme hanno avuto un figlio, nato nel 1994.

## Discografia

### Album in studio
- 1987 – Delta Project
- 1994 – Plava ptica
- 1999 – Balkan 2000
- 2004 – Balkan koncept
- 2006 – Ona radosti (Pravac Evropa)
- 2009 – Ceepaj
- 2020 – Stand Up

### Album dal vivo
- 2006 – Live on Kalemegdan

### Raccolte
- 2011 – The Best of Balkanika

### Singoli
- 2011 – Ljubi me na ibici (con Andrej Ilić)
- 2017 – Za kraj
- 2018 – Nova deca